# Estadio Central (Pavlodar)

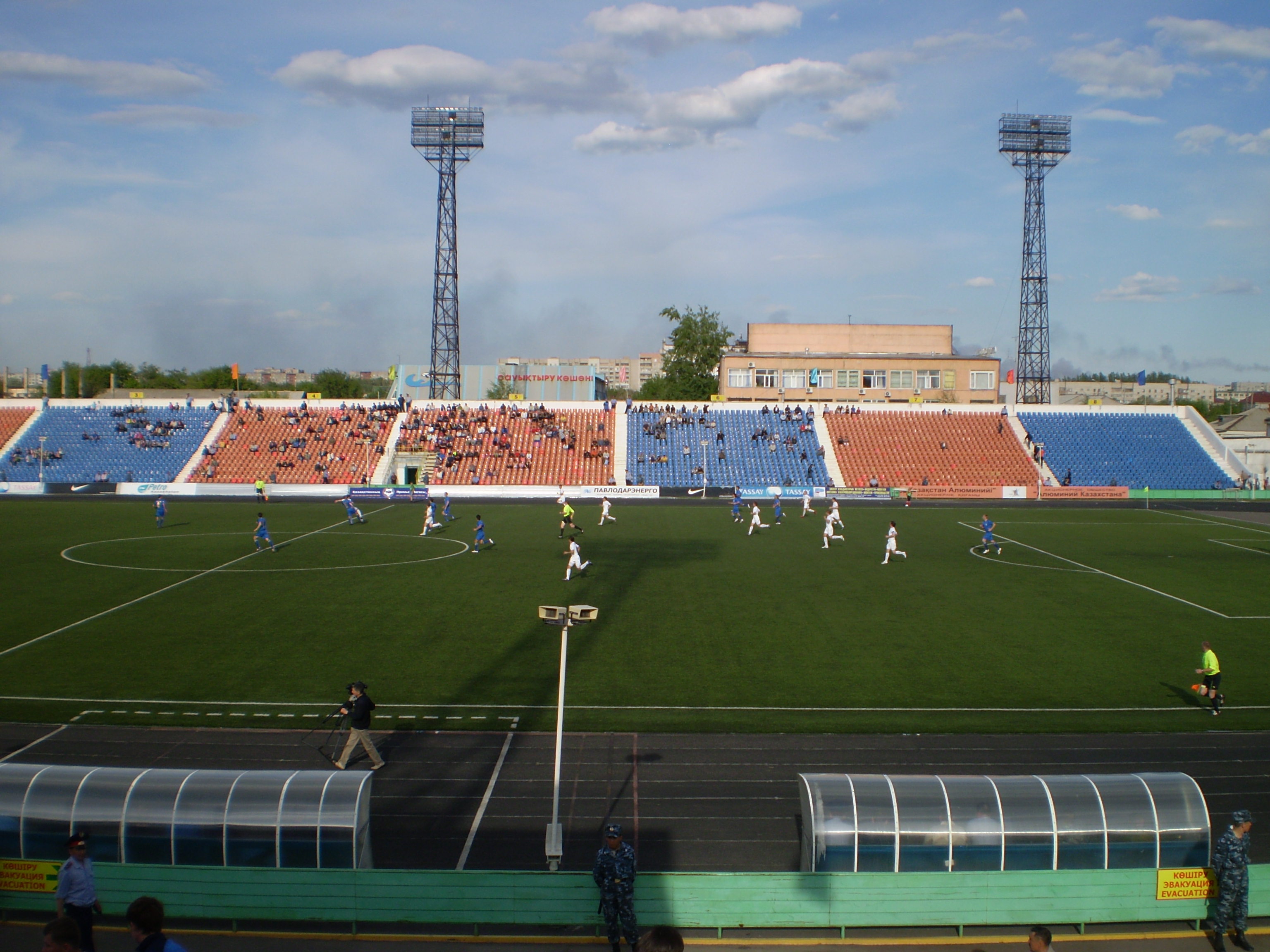
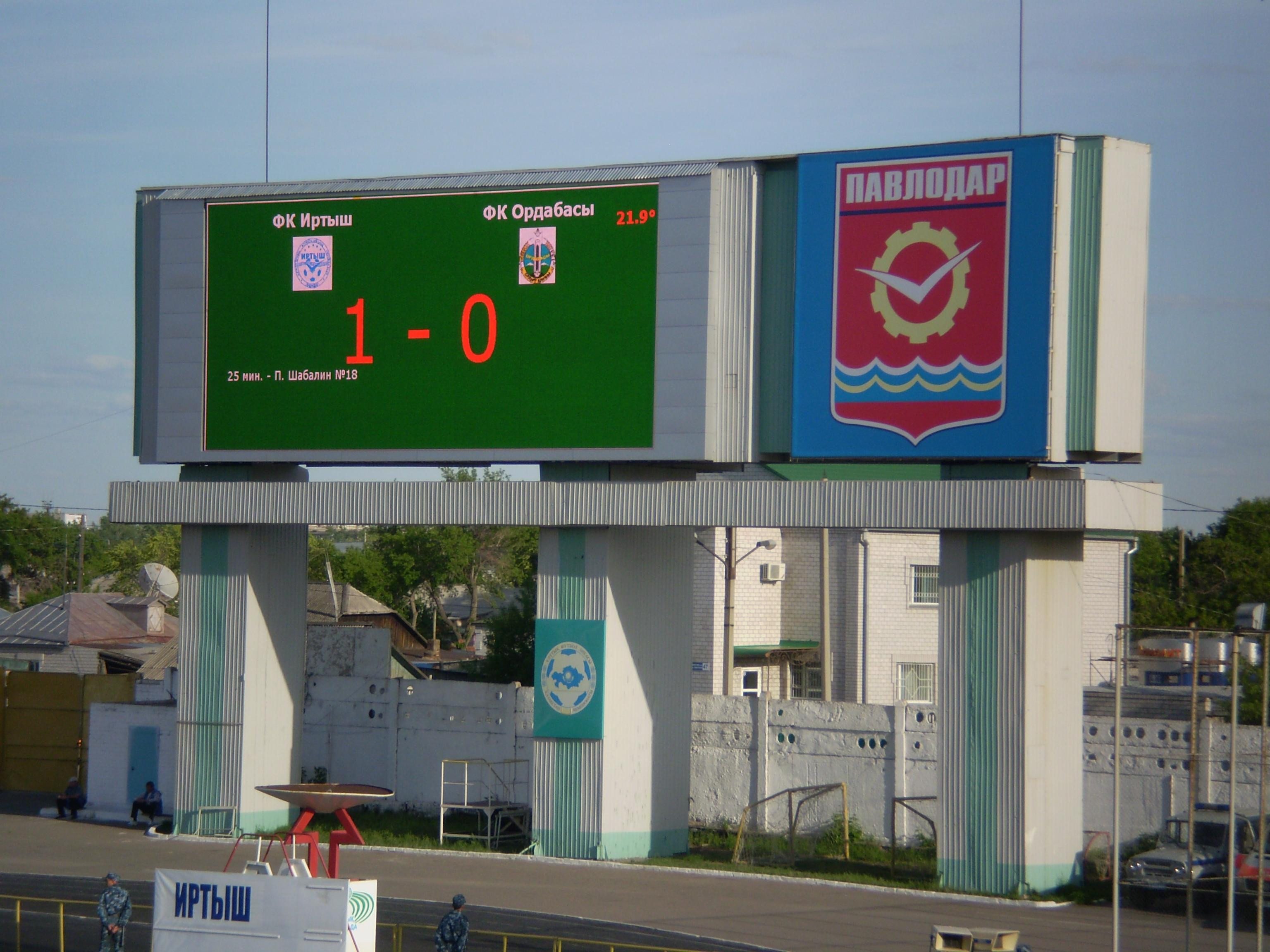

El Estadio Central (en kazajo: Орталық стадион; en ruso: Центральный стадион) es un estadio multiusos de la ciudad de Pavlodar, Kazajistán. El estadio fue inaugurado en 1947 con el nombre Tractor durante el periodo soviético con una capacidad para albergar 11 000 espectadores. Tras sucesivas remodelaciones los años 2001 y 2007 la capacidad a fue aumentada a los actuales 15 000 asientos. Está destinado, principalmente, para la práctica del fútbol y en él disputa sus partidos como local el club de la ciudad, el FC Irtysh Pavlodar.